# Expos de Jamestown
Les Expos de Jamestown (Jamestown Expos en anglais) sont un ancien club de baseball de ligue mineure basé à Jamestown, ville de l'État de New York, aux États-Unis. Si le club a existé depuis 1939 sous différents noms, il adopte le nom des Expos à partir de 1977, du fait de son affiliation à la franchise des ligues majeures des Expos de Montréal. Le club a évolué en Ligue New York - Penn, ligue de niveau « A - saison courte ». En 1993, le club déménage dans le Vermont et devient les Expos du Vermont.
Le club jouait ses matches au Russell Diethrick Park.